# Masakra na placu Dam
Masakra na placu Dam – masakra nieuzbrojonej cywilnej ludności holenderskiej dokonana 7 maja 1945 przez żołnierzy niemieckich.

## Tło
Większość sił niemieckich w Holandii poddała się już 5 maja 1945, jednak zachodnia część kraju ciągle była okupowana dopóki nie przybyły tam oddziały aliantów, mające rozbroić stacjonujące tam oddziały niemieckie. 6 maja 1945 roku gazety informowały, że spodziewane wkroczenie wojsk alianckich do Amsterdamu nastąpi już następnego dnia. 7 maja na placu Dam pojawił się oddział zwiadu 49 Dywizji Piechoty, który jednak wycofał się uznając sytuację za zbyt niebezpieczną po spotkaniu z niemiecką kolumną.

## Strzelanina

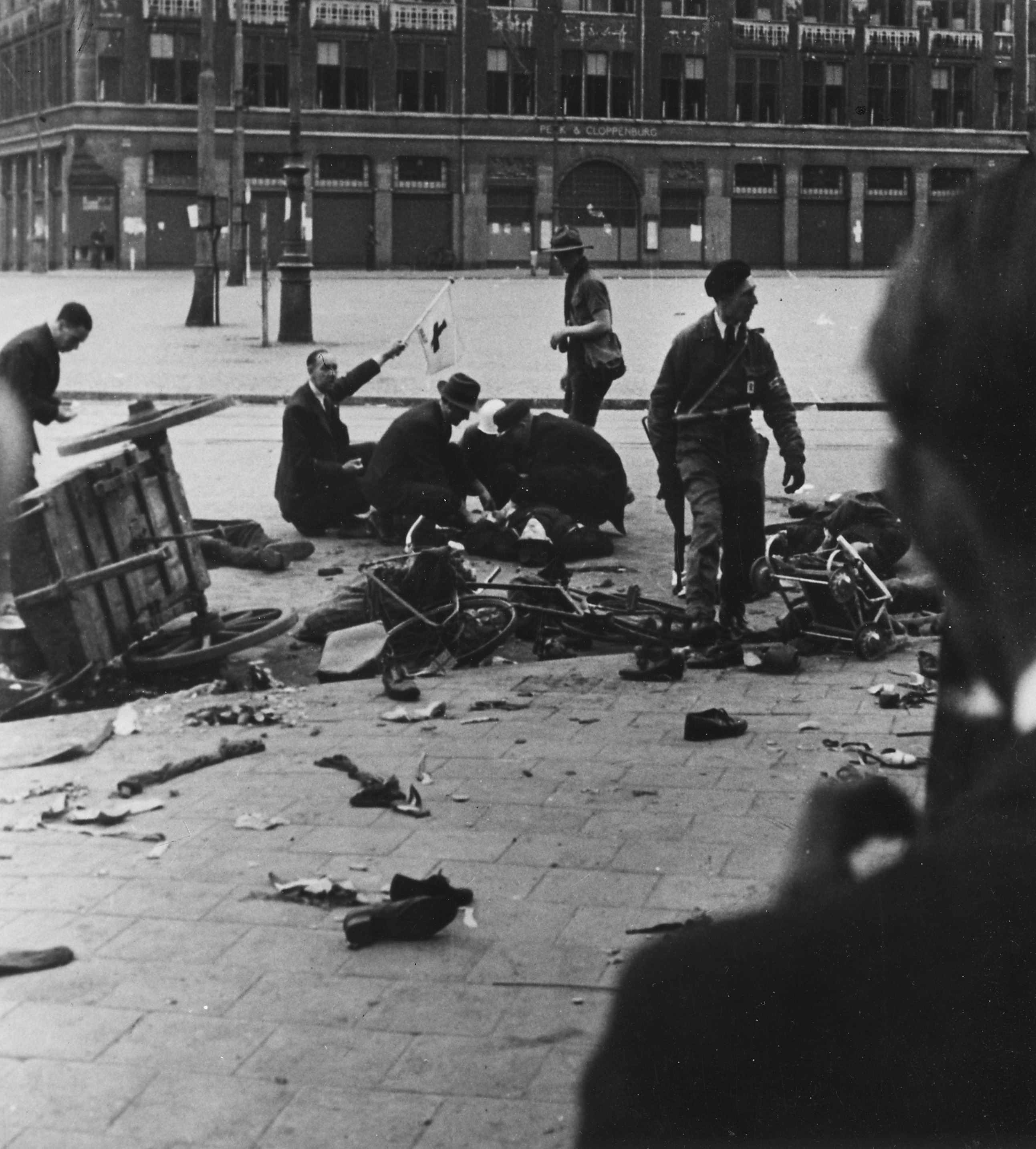
Udzielanie pomocy ofiarom strzelaniny

7 maja 1945 ludność holenderska zgromadziła się na pl. Dam przed pałacem królewskim w Amsterdamie, świętując koniec II wojny światowej. Wielotysięczne zgromadzenie z okien kamienicy położonej na styku placu Dam i ulicy Kalverstraat (Groote Club) obserwowali żołnierze niemieckiej marynarki. W tym samym czasie na ulicy Paleisstraat żołnierze holenderskiego ruchu oporu próbowali rozbroić dwójkę żołnierzy Wehrmachtu, jeden z nich stawiał jednak opór i oddał strzał do rozbrajających go Holendrów. Po usłyszeniu strzałów, żołnierze pojawili się w oknach Groote Clubu i rozpoczęli ostrzał świętujących z karabinów maszynowych. Na placu wywiązała się dwugodzinna strzelanina pomiędzy żołnierzami ruchu oporu a Niemcami, zakończona została przez hauptmanna Feldgendarmerie o nazwisku Bergmann, który, wraz z majorem Carelem Frederikiem Overhoffem wszedł do kamienicy i rozkazał Niemcom przerwać ogień. Podczas strzelaniny na placu obecna była również pewna liczba harcerzy, pielęgniarek i pracowników Czerwonego Krzyża, którzy pomagali w ewakuacji rannych. Liczbę ofiar szacuje się na 20–30, a rannych na ponad 100. Najmłodsza ofiara śmiertelna miała 8 lat. Sprawcy strzelaniny zostali aresztowani 9 maja 1945 przez aliantów, nigdy jednak nie przeprowadzono śledztwa i nikogo nie skazano w związku ze strzelaniną.
Tego samego dnia doszło również do strzelaniny przy dworcu Amsterdam Centraal, podczas której zginęło dwóch Holendrów i pewna liczba żołnierzy niemieckich.

## Upamiętnienie

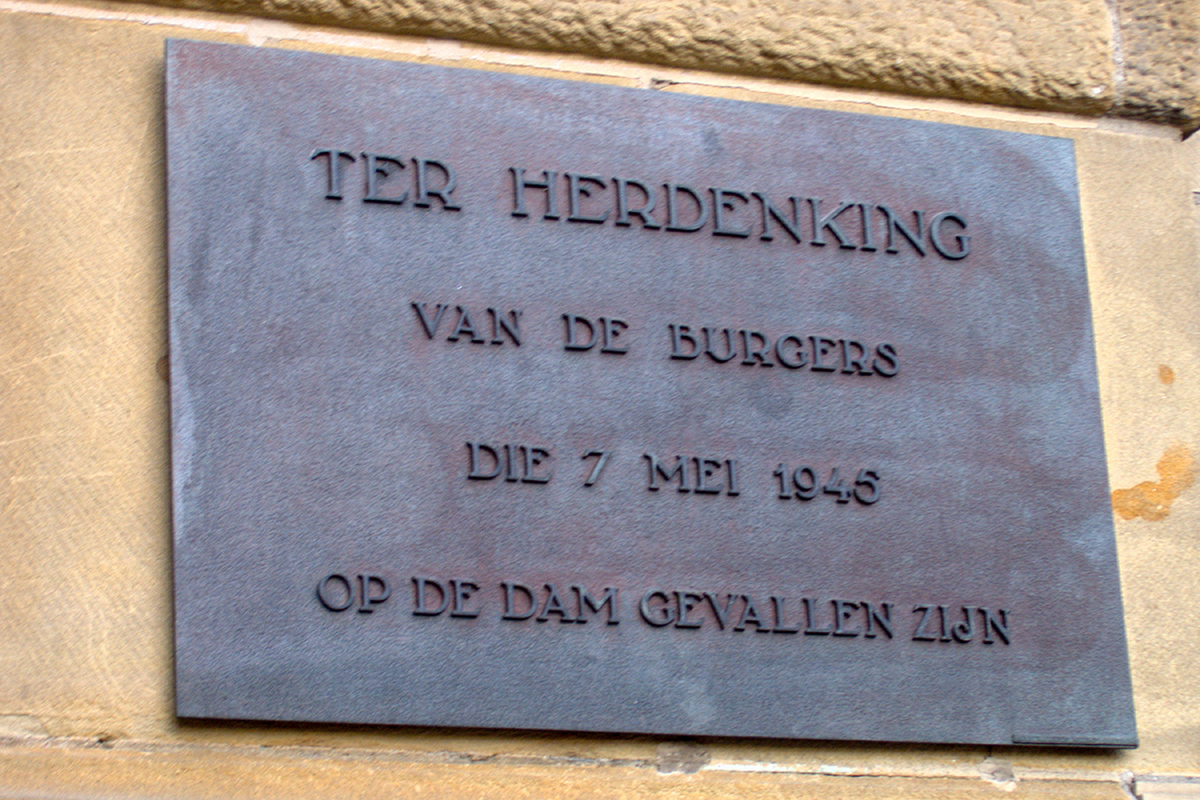
Tablica na budynku Groote Club

Dwa lata po strzelaninie, na budynku z którego prowadzono ostrzał, odsłonięta została tablica upamiętniająca strzelaninę. W 2016 w ramach upamiętnienia ofiar strzelaniny, na placu Dam odsłonięto 32 pamiątkowe kamienie z nazwiskami zabitych. 
W 1947 major Carel Frederik Overhoff został odznaczony Krzyżem Kawalerskim Orderu Wojskowego Wilhelma i brytyjskim Medalem za Odwagę w Sprawie Wolności. Order Wilhelma odebrano mu w 1952, gdy został skazany na 2,5 roku pozbawienia wolności za defraudację funduszy.